# Francesco Brach Papa
Francesco Brach Papa (Corio, 4 settembre 1891 – Torino, 12 gennaio 1973) è stato un aviatore italiano.

## Biografia
Francesco Brach Papa fu uno dei pionieri dell'aviazione italiana. Come altri piloti dell'epoca che poi divennero celebri "assi", per esempio Francesco Baracca, anch'egli dovette brevettarsi come pilota in Francia, presso la scuola dei fratelli Farman a Versailles: Brevetto N° 988 del 17 agosto 1912.
Rientrato in Italia, nel 1914, venne chiamato quale istruttore presso la scuola di volo della Cascina Malpensa. L'anno dopo viene nominato comandante della difesa aerea di Milano. In quel periodo inizia la sua collaborazione con la FIAT nella qualifica di pilota collaudatore. Stretto collaboratore dell'ing. Celestino Rosatelli, collauderà ben 25 modelli di aeroplano.
Nell'estate 1918 il Tenente Brach Papa si trasferisce volontariamente alla 1ª Squadriglia navale S.A. comandata da Gabriele D'Annunzio.
Nel 1919 fu tra i numerosi piloti italiani che si esibirono all'ELTA. Nel corso della manifestazione Brach Papa portò in volo il prototipo del Fiat B.R., per la sua esibizione fu elogiato dalla stampa britannica.
Successivamente si inserì nel Battaglione aviatori, e fu protagonista della prima parata della storia dell'aviazione militare italiana. In quell'occasione sul campo volo di Mirafiori, a Torino, si esibirono trentadue apparecchi del tipo Blériot, Farman e Nieuport.
Francesco Brach Papa conquistò la sua fama non come pilota da guerra, ma come collaudatore e detentore di numerosi record aeronautici. Fu anche istruttore di volo presso l'aeroporto di Torino-Mirafiori.
Dal 1º marzo 1936 al 31 marzo 1940, con il grado di tenente colonnello, fu a capo della base aerea di Cameri, in provincia di Novara.
Nel dopoguerra ha ricoperto vari incarichi nell'ambito dell'industria dell'aviazione civile, continuando il suo rapporto lavorativo anche con la FIAT. Nel 1952, raggiunto il grado di generale di brigata, fondò l'Associazione arma aeronautica.
Il 2 giugno 1967, su proposta della Presidenza del Consiglio dei ministri, è stato insignito della medaglia quale grande ufficiale ordine al merito della Repubblica Italiana.
Si spense nella notte del 13 gennaio 1973, all'età di 82 anni, nella sua casa a Torino.

## I suoi record
Francesco Brach Papa fu autore di 14 record aeronautici, di cui 9 mondiali. Il suo primo record lo realizzò il 28 febbraio 1914, quando a bordo di un Farman toccò la quota di 3 983 metri.
Il 26 luglio 1916, pilotando un Savoia-Pomilio SP.2, stabilirà il nuovo record mondiale di altezza raggiunta da un apparecchio: 6 000 m. In seguito riuscì a superare il suo stesso record, il 14 dicembre 1917, raggiungendo la quota di 7 000 m.
Il 3 marzo 1920, su un apparecchio Fiat B.R., realizza il record mondiale di velocità con due passeggeri: 276 km/h.